# 物理法則一覧
物理法則一覧（ぶつりほうそくいちらん）では、物理法則の一覧を提示した。

## あ
- アモントンの法則
- アンペールの法則
- アンペール･マクスウェルの法則
- 運動の第1法則 （慣性の法則）
- 運動の第2法則 （ニュートンの法則）
- 運動の第3法則 （作用･反作用の法則）
- 運動量保存の法則
- ヴィーデマン＝フランツ則
- ウィーンの変位則
- ヴィーンの放射法則
- エネルギー等配分の法則
- エネルギー保存の法則
- エントロピー増大の法則
- オームの法則

## か
- ガウスの法則
- 化学反応における核スピン保存則
- 角運動量保存の法則
- 慣性の法則 （運動の第1法則）
- キュリーの法則
- キュリー・ワイスの法則
- キルヒホッフの法則
  - キルヒホッフの法則 (電気回路)
    - キルヒホッフの電流則　（キルヒホッフの第一法則）
    - キルヒホッフの電圧則　（キルヒホッフの第二法則）

  - キルヒホッフの法則 (放射エネルギー)
  - キルヒホッフの法則 (反応熱)
- クーロンの法則
- ボイル＝シャルルの法則
- ケプラーの法則

## さ
- 作用・反作用の法則 （運動の第3法則）
- 質量作用の法則
- 質量保存の法則
- シャルルの法則
- ジュールの法則
- シュテファン＝ボルツマンの法則
- ストークスの法則
- スヌークの法則
- スネルの法則
- 総熱量不変の法則 （ヘスの法則）

## た
- チャイルド・ラングミュアの法則
- ティティウス・ボーデの法則
- デュロン＝プティの法則
- 等価磁石の法則
- ドルトンの法則

## な
- ニュートンの抵抗法則
- ニュートンの法則 （運動の第2法則）
- ニュートンの冷却の法則
- 熱伝導の法則
- 熱力学第零法則
- 熱力学第一法則
- 熱力学第二法則
- 熱力学第三法則
- ノイマンの誘導法則

## は
- 反発の法則
- 万有引力の法則
- ビオ＝サバールの法則
- ファラデーの電磁誘導の法則
- ファラデーの電気分解の法則
- ファント･ホッフの法則
- フィックの法則
- フックの法則
- ブラッグの法則
- プランクの放射法則
- ブリュースターの法則
- フレミング左手の法則
- フレミング右手の法則
- フントの法則
- ヘスの法則 （総熱量不変の法則）
- ベルヌーイ･オイラーの法則
- ベルヌーイの法則
- ヘンリーの法則
- ポアソンの法則
- ボイルの法則
- ボイル＝シャルルの法則
- ボーデの法則 → ティティウス・ボーデの法則

## ま
- マクスウェル･ボルツマンの分布則
- マクスウェルの速度分布則
- マクスウェルの方程式
- 右ねじの法則
- 面積速度一定の法則

## や
- 誘導法則 → ファラデーの電磁誘導の法則、ノイマンの誘導法則

## ら
- 落体の法則
- ランベルト・ベールの法則
- 力学的エネルギー保存の法則
- レイノルズの相似則
- レイリー・ジーンズの法則
- レンツの法則